# Соєва олія

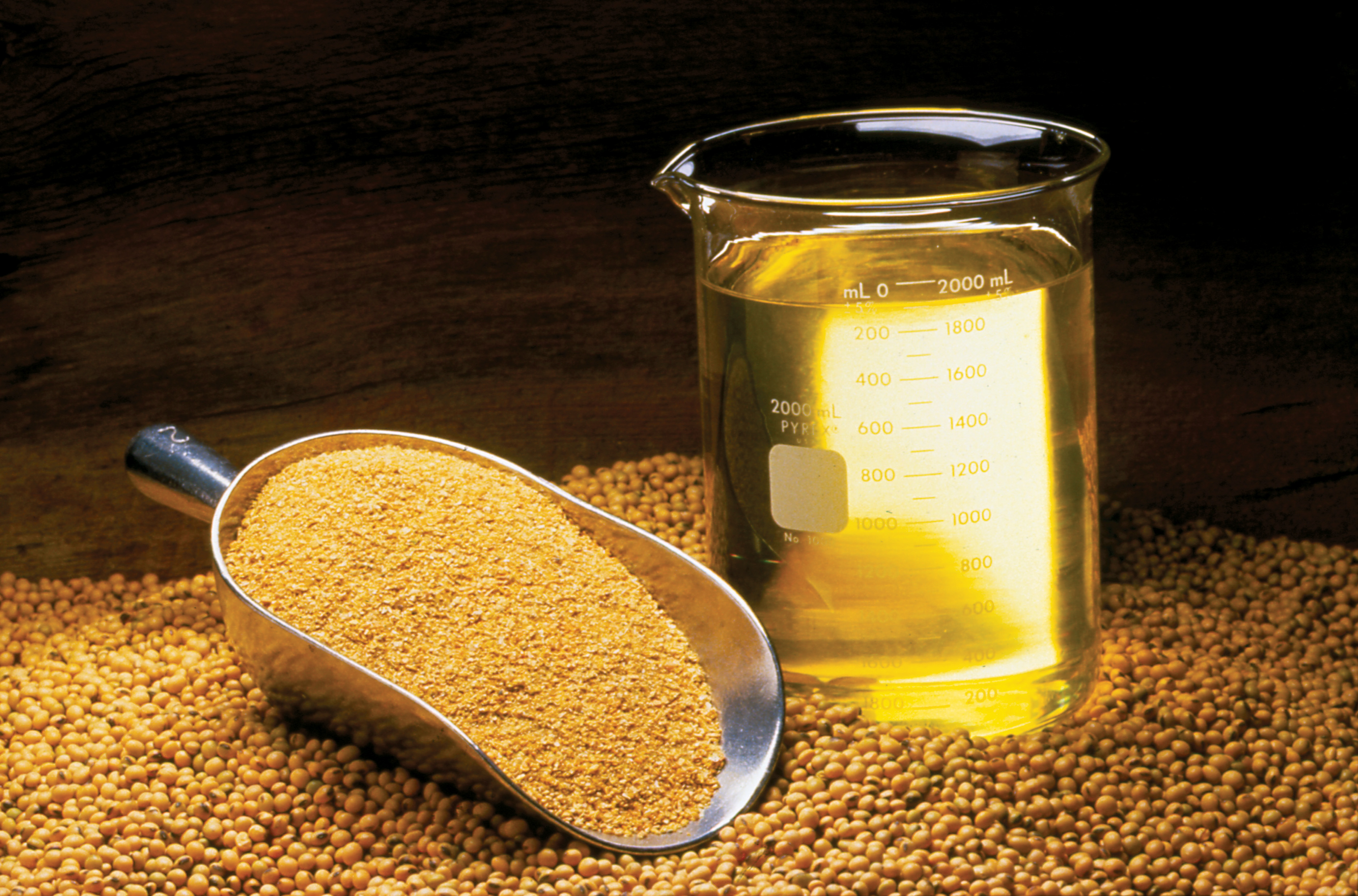
Соєва олія

Соєва олія — рідка рослинна олія, що отримується з насіння сої (Glycine max).

## Отримання
Існує два технологічних методи отримання соєвої олії: механічний і екстракційний.
У результаті обох виходить сира соєва олія, що містить в собі лецитин (до 3 %).

## Склад
Середній вміст жирних кислот в соєвій олії (%): 51-57 лінолевої; 23-29 олеїнової; 4,5-7,3 стеаринової; 3-6 ліноленової; 2,5-6,0 пальмітинової; 0,9-2,5 арахінової; до 0,1 гексадеценової; 0,1-0,4 миристинової.

## Властивості
Соєва олія має температуру застигання від -15 до -18 °C, показник заломлення 1,4740 — 1,4780, йодне число 120—141, кінематична в'язкість при 20 °C (59 -72) × 10-6 м²/с. Число омилення 189—195, Число Рейхерт-Мейсля 0,50 — 0,80, Число Полєнське 0,8 — 1,1 Щільність при 15 °C — 0,923

## Застосування
У світовому виробництві рослинних олій соєва олія займає провідне місце. Її застосовують у рафінованому вигляді в їжу. Соєва олія широко використовується в харчовій промисловості. З її використанням в промислових масштабах виробляють масу різних харчових продуктів, включаючи салати, маргарин, хліб, майонез, немолочні вершки для кави та закуски. Висока температура початку димоутворення соєвої олії дозволяє використовувати її для смаження.
Цінним компонентом є лецитин, який відокремлюють з насіння сої разом з олією для використання в кондитерській та фармацевтичній промисловості.
Олія може використовуватися для збагачення кормів при приготуванні комбікормових сумішей і сухого корму для годування курей, індиків, котів, собак та інших тварин.